# CET-Nord
Бельцкая «ЧЕТ-Норд» (CET-Nord, ранее — Бельцкая ТЭЦ) — теплоэлектроцентраль, расположенная в г. Бельцы, Республика Молдова.
AO «ЧЕТ-Норд» работает с 1956 года и поставляет тепло примерно для 100 тысяч жителей Бельц. В настоящее время она вырабатывает около 115 ГВт*ч/год электроэнергии и 193,7 тыс.Гкал/год теплоэнергии, обеспечивая теплоносителем более 70 % населения мун. Бэлць. 1 034 180 м2, или 32 тыс. квартир, используют централизованное отопление от ТЭЦ «Норд».

## История
В декабре 1956 года был пущен первый турбогенератор Бельцкой ТЭЦ мощностью 4 МВт и паровой котел производительностью 20 т/час. В 1995 году выполнена замена турбины ст.№ 3,отработавшей свой ресурс, на турбину типа ПТ-12-35 мощность 12МВт. В 1996 году демонтированы турбоагрегаты ст.№ 1,2, отработавшие свой ресурс, для замены их турбоагрегатами типа ПТ-12-35 мощностью по 12 МВт. Выполнено строительство фундамента для турбоагрегатов ст. № 1,2. Также выполнена реконструкция турбины ст.№ 4 с увеличением электрической мощности с 8,4 до 12 МВт. 3 ноября 1997 года, в связи с реорганизацией ГК «Молдэнерго», на базе Бельцкой ТЭЦ было образовано АО «CET-NORD».

## Основные характеристики
Установленная электрическая мощность — 24,0 МВт (Источник 1 - котлы и турбине на природном газе или мазуте), 13,4 МВт (Источник 2 - когенерационная установка на природном газе J620GS-J01), 0,65 МВт (Молодовская ТЭЦ на угле или пеллетах).
Установленная тепловая мощность — 142 Гкал/час (Источник 1), 10,75 Гкал/час (Источник 2), 0,5 Гкал/час (Молодовская ТЭЦ).
Режим работы — теплофикационный.
Схема теплоснабжения — закрытая.

### Паровые котлоагрегаты
• Котлоагрегат (ГМ-40/39) ст.№ 2 — 40 т/ч.
• Котлоагрегат (ГМ-40/39) ст.№ 3 — 40 т/ч.
• Котлоагрегат (БКЗ-75/39) ст.№ 4 — 75 т/ч.
• Котлоагрегат (БКЗ-75/39) ст.№ 5 — 75 т/ч.
• Котлоагрегат (БКЗ-75/39) ст.№ 6 — 75 т/ч.
• Котлоагрегат (БКЗ-75/39 ГМА-2) ст.№ 7 — 75 т/ч.

### Водогрейные котлоагрегаты
• Котлоагрегат (КВГМ-100) ст.№ 1 — 100 Гкал/ч.
• Котлоагрегат (КВГМ-100) ст.№ 2 — 100 Гкал/ч.

### Турбоагрегаты
• Турбоагрегат (ПТ-12/35) ст.№ 1 — 12 МВт.
• Турбоагрегат (ПТ-12/35) ст.№ 3 — 12 МВт.

### Генераторы
• Генератор (Т2-12-2) ст.№ 1 — 12 МВт.
• Генератор (Т2-12-2) ст.№ 3 — 12 МВт.

### Тепловые сети
Общая протяжённость 205,7 км.
Магистральные сети — 92,6 км.
Внутриквартальные — 113,1 км.

### Топливо
Основное — природный газ.
Резервное — мазут.
В состав ТЭЦ входит и котельная «Молодово», построенная в 2001 году.
Водогрейные котлы (универсал) 4 шт — 2 Гкал/ч.
Схема теплоснабжения — закрытая.
Топливо — уголь, пеллеты.

## Модернизация
В рамках проекта по модернизации ТЭЦ были установлены 169 индивидуальных тепловых пунктов в 130 жилых домах, заменены сетевые насосы, установлен новый водогрейный котел на пеллетах в котельной в районе Молодово. Общая стоимость вложений составила 10,74 млн евро. Проект был реализован за полтора года. Новое оборудование привезли из Румынии.
Проект, который проводился в несколько этапов, предусматривал установку когенерационных двигателей, работающих на природном газе, что должно привести к росту производства электроэнергии примерно на 60 %. Задача была выполнена за счет строительства станции, оснащенной 4 поршневыми газовыми двигателями Jenbacher JMS 620 GS-NL, работающими на природном газе, производительностью по тепловой энергии 12,5 МВт и электрической 13,4 МВт. Они будет работать параллельно с уже существующими мощностями.
Второй задачей была замена насосов и вентиляторов в сетях отопления и установка преобразователей частоты, которая приведет к сокращению потребления электроэнергии на насосы на 30 % и позволит повысить гибкость в их эксплуатации. Для этого была построена тепловая насосная станция, оснащенная 3 насосами модели Grundfos GWC, с номинальным расходом при параллельной работе 2 насосов, равным 2400 м3/ч.
Третья часть проекта — строительство в микрорайоне «Молодово» города Бэлць станции, оснащенной котлом на базе биомассы (пеллетах), мощностью 650 кВт.
Еще одной составляющей проекта стала установка 169 индивидуальных тепловых пунктов в 130 многоэтажных жилых домах, включая систему сбора данных от всех теплосчетчиков, которые передают информацию в автоматизированном режиме на главный сервер ТЭЦ.
Приоритетной задачей на будущее является изменение вертикальной системы распределения теплоносителя на горизонтальную в масштабах всего города. В связи с этим был реализован пилотный проект. Горизонтальная система распределения теплоносителя была внедрена в 8-ми этажном жилом доме с 72 квартирами, в 31 из которых уже были установлены автономные источники отопления.
Тепловая магистральная сеть, диаметром 426 мм и 325 мм и длиной около 1,7 км, расположенная в микрорайоне Дачия по ул. Ивана Конева, между улицами Ивано Франко и Лесечко, будет модернизирована.
В мае 2021 на участке «Дачия» заменено 580 погонных метров тепловых труб на улице И. Конева, жильцы 33 многоквартирных домов и 6 учебных заведений этого сектора будут иметь более надежные услуги централизованного теплоснабжения.
На участке по улице Святого Николая заменено 600 м тепловых труб диаметром от 159 до 219 мм. Эта модернизация обеспечит надежным обслуживанием 15 многоквартирных домов, теоретический лицей, детский сад, Культурно-молодежный центр, магазин «Tina», магазин «Local», пенитенциарное учреждение №11. Модернизирована магистраль № 1 по улице Штефан чел Маре протяженностью 690 м

## Второй этап модернизации
14 апреля 2022 года парламент утвердил Соглашение о финансировании в размере 15 млн евро между Молдовой и Европейским банком реконструкции и развития для внедрения проекта «Теплоэнергетическая система муниципия Бельцы (CET-Nord) — Фаза II».
Кредитное соглашение на сумму 15 млн евро было подписано 24 декабря 2021 года. Из предусмотренной контрактом суммы 9,5 млн евро для реализации инвестиционного компонента, а 5,5 млн евро — для рефинансирования исторического долга.
ЕБРР предоставит грант в размере 2 млн евро на реконструкцию системы горячего водоснабжения и внедрение системы горизонтального распределения теплоносителя в жилых кварталах муниципия Бельцы.
Проект включает в себя:
- Установку индивидуальных тепловых пунктов в 166 жилых домах (более 22 тысяч квартир);
- В 296 многоквартирных домов будут модернизированы внутриквартальные системы распределения отопления и горячей воды;
- 100% возмещение исторических долгов за природный газ, потребленный в этих блоках;
- производство централизованной горячей воды для почти 20 000 квартир в Бельцах;
- увеличение производства тепловой энергии CET-Nord на 17%, а производства электроэнергии — на 34%.

## Годовая выработка электроэнергии
| Год       | 2018 | 2019 | 2020  | 2021  | 2022  | 2023 |
| --------- | ---- | ---- | ----- | ----- | ----- | ---- |
| Выработка | 53,8 | 58,3 | 100,5 | 102,3 | 83,53 | 78,8 |